# Lough Owel
Le Lough Owel est un lac dans les Midlands d'Irlande, situé au nord de Mullingar, une ville du comté de Westmeath. C'est un lac profond, bien connu des pêcheurs, car on y trouve des truites et un peu d'ombles chevaliers. Ses eaux alimentent le canal royal, un canal qui traverse l'Irlande de Dublin au fleuve Shannon. On peut accéder au lac depuis un parking et une jetée situés au sud de la route N4, joignant Mullingar à Longford.

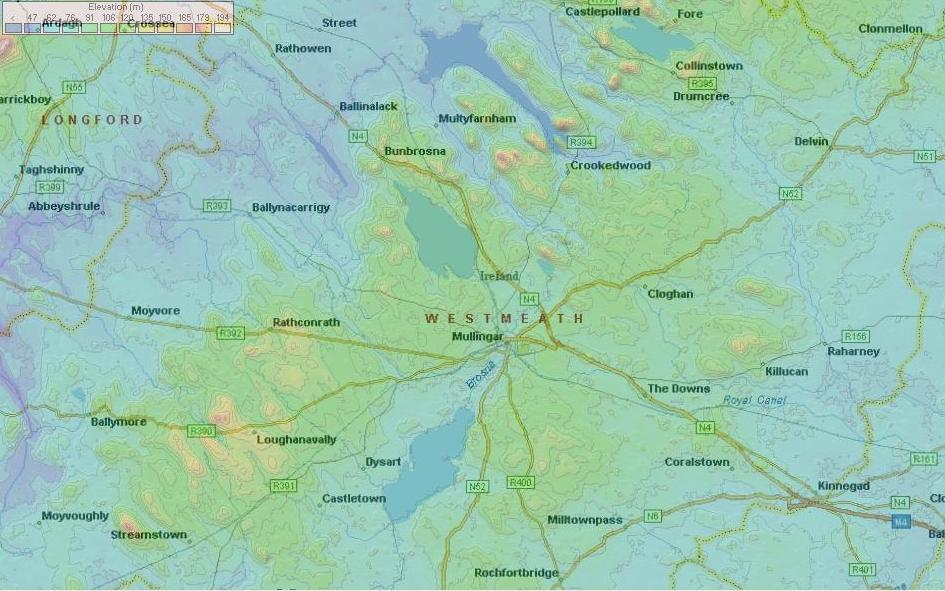
Le Lough Owel (le lac au milieu des deux autres).

Le Lough Owel et le Lough Ennell sont deux des nombreux lacs appartenant au bassin versant de la rivière Brosna. La Brosna est un affluent du Shannon, traversant Mullingar et Kilbeggan, tous les deux dans le comté de Westmeath, puis la ville de Clara dans le comté d'Offaly, avant de rejoindre le Shannon.
Le chef viking Turgesius fut noyé dans le Lough Owel par Mael Seachnaill Ier mac Mael Ruanaid en 845.

## Source
- (en) Cet article est partiellement ou en totalité issu de l’article de Wikipédia en anglais intitulé « Lough Owel » (voir la liste des auteurs), édition du 8 juin 2008.

### Article lié
- Liste des lacs d'Irlande